# Верхньобаканський

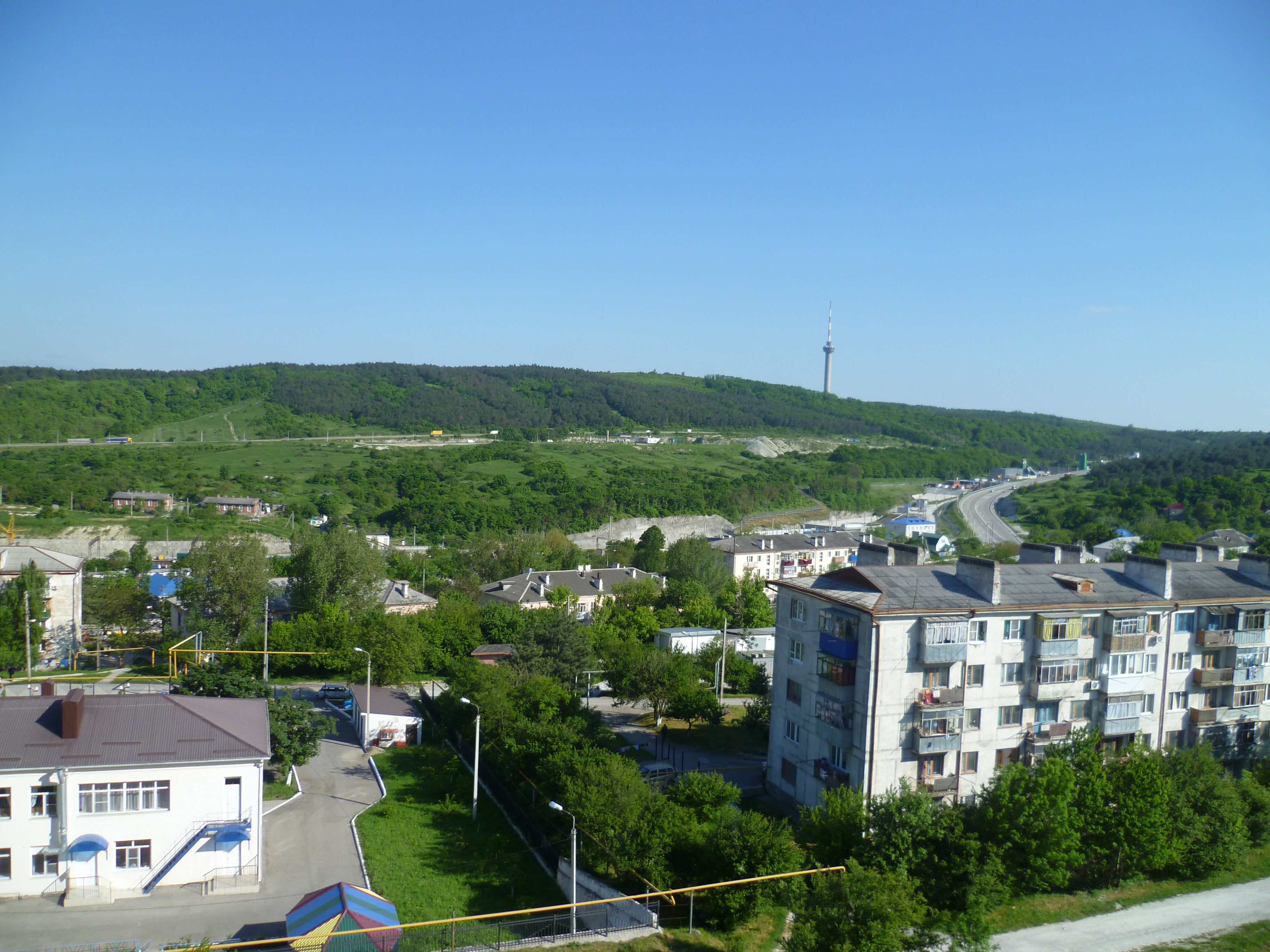
селище міського типу Верхньобаканський

Верхньобаканський (Верхнебаканський, рос. Верхнебаканский) — селище (раніше селище міського типу), підпорядковане адміністрації міста Новоросійська Краснодарського краю. Центр сільського округу.
Населення — 6,7 тис. мешканців (2002).
Розташоване на 15 км на північний захід від центру Новоросійська у верхів'ї річки Баканка (басейн Кубані), у гірсько-лісовій зоні. Залізнична станція Тоннельна (див. Новоросійські тунелі).

## Промисловість
- Верхньобаканський цементний завод.
- Пластиковий завод «ЭФЕ»
- Цементний завод «Первомайський» (ВАТ Новоросцемент)
- Нафтобаза «Роснефть»

## Історія
Станиця Верхньо-Баканська (Верхньобаканська) заснована у 1862 році, входила у Таманський відділ Кубанської області. 14 травня 1930 року станиця перетворена в робітниче селище Верхньобаканський В 1939-1953 роках селище був центром Верхньобаканський району. З 2005 року Верхньобаканський - сільське поселення, центр Верхнебаканського сільського округу.

## Ресурси Інтернету
- Сайт селища Верхньобаканський(рос.)